# ヤン・メルビー
- ヤン・モルビー
- ヤン・ミュルビー

ヤン・メルビー（Jan Mølby、1954年5月18日 - ）は、デンマーク・コリング出身の元サッカー選手、元指導者。現役時代のポジションはミッドフィールダー、ディフェンダー。

## 選手経歴

### クラブ
6歳の時に地元のコリングIFでサッカーを始めた。17歳の時に2部リーグに所属するトップチームと契約を結び、2シーズンの間にリーグ戦40試合に出場。最後のシーズンにはチームの主将を務めると、西ドイツのハンブルガーSV、イングランドのイプスウィッチ・タウンFCやアーセナルFC、オランダのアヤックスなどが獲得に関心を示した。
1982年7月1日、オランダのアヤックスへ加入。ヨハン・クライフ、フランク・ライカールト、マルコ・ファンバステン、同郷のイェスパー・オルセンやセーレン・レアビーらとチームメイトとなった。アヤックスでは監督のア・デモスの下、1982-83シーズンにエールディヴィジ、KNVBカップの二冠を獲得。翌1983-84シーズンにはフェイエノールトに対し8-2のスコアで勝利した試合にも出場した。
1984年8月、グレアム・スーネスの後釜を探していたリヴァプールFCの監督・ジョー・フェイガンが関心を示し、10日間のトライアルに参加。アイルランドのホーム・ファームFCとのテストマッチで結果を残したことから、225,000ポンドの金額での加入が決定。8月25日に行われた1984-85シーズン開幕戦のノリッジ・シティFC戦でリーグデビューをした。その後もスタメンに名を連ねたが、シーズン途中から同期入団のケヴィン・マクドナルドにポジションを明け渡す形となった。
1985-86シーズン、フェイガンの後任として選手兼任監督となったケニー・ダルグリッシュはメルビーをそれまでの守備的ミッドフィールダーとは異なる形で起用した。試合開始当初は3人目のセンターバックとして位置するも、試合の進行とともに中盤のスティーブ・マクマホンと並ぶ位置まで進出、時にはイアン・ラッシュの後方でシャドーストライカーの役割も担うなど自由が与えられた。同シーズン、メルビーは公式戦58試合に出場して21得点を記録し、リーグ戦とFAカップの二冠を獲得。1986年5月10日に行われたFAカップ決勝のエヴァートンFC戦では全得点に絡む活躍を見せるなど、自身のキャリアにおいてハイライトとなる試合となった。
その後は度重なる怪我に見舞われ、2年目のシーズンを上回る活躍を見せることはなかった。1987-88シーズン、リヴァプールで2度目のリーグ優勝を経験するも、自身は開幕前の練習中にジョン・ウォークと交錯した際に足を骨折、治療のためシーズンをほぼ棒に振る形となった。さらに1988年2月に自動車の運転中に速度超過を犯したため警察に逮捕され、禁固3か月の刑を受けた。この不祥事により解雇の可能性も浮上したが、ダルグリッシュは理事会の面々に対しメルビーにもう一度チャンスを与えるように説得した。ダルグリッシュは刑を終えたメルビーをすぐにトップチームに合流させたが、ロニー・ウィーランが同じポジションの代役を務めており、この後もレギュラーに復帰することが困難な状況が続いた。
1989-90シーズン、復調を果たすと3度目のリーグ優勝を経験したが、途中交代での起用が多いことに不満を抱いた。1990年秋、FCバルセロナの監督を務めるクライフは、負傷離脱中のロナルド・クーマンの代役としてメルビーの獲得に乗り出した。バルセロナ側から掲示された金額は160万ポンドとされる。メルビー自身はこの移籍に前向きで、11月10日に行われたルートン・タウンFC戦が最後の試合になると考えていたが、契約条件について両クラブ間の合意に至らず交渉は決裂した。
1990-91シーズン後半、再びレギュラーに復帰。監督がダルグリッシュからスーネスに交代した後、1991-92シーズン序盤にエヴァートンFCへの移籍話が持ち上がったが残留を決意。レギュラーの座を維持し2度目のFAカップ優勝に貢献した。
その後は怪我と身体的な衰えもあり出場機会は減少。ロイ・エヴァンスの監督時代にバーンズリーFCやノリッジ・シティFCへレンタル移籍した後、1996年2月にスウォンジー・シティAFCの選手兼任監督となるためリヴァプールを退団した。リヴァプールでは12シーズンを過ごし、通算292試合61ゴールの成績を残した。スウォンジーでは1997年10月に監督を解任されるまでの間にリーグ戦41試合に出場した。

### 代表
デンマーク代表としては1982年6月15日に行われたノルウェー代表戦でデビュー。1984年6月にフランスで開催されたUEFA欧州選手権1984では出場機会に恵まれなかった。
1986年5月から6月にメキシコで開催された1986 FIFAワールドカップではレギュラーの座を得るまでには至らなかったものの、グループリーグ第3戦の西ドイツ代表戦でフル出場するなど、スタメン1試合、途中交代3試合の計4試合に出場した。
その後、1987年4月29日に行われたフィンランド代表戦で代表初得点を決めたが、怪我の影響により代表からの離脱を余儀なくされた。また、ピオンテックの後任監督のリチャード・メラー・ニールセンとの緊張関係もあり、1990年11月14日に行われたユーゴスラビア代表戦が最後の代表戦出場となった。

## 引退後
1996年2月、スウォンジー・シティAFCの選手兼任監督に就任した。スウォンジーでは1996-97シーズンにディビジョン3で5位となり、1997年5月に行われたプレーオフで決勝進出を果たすもノーサンプトン・タウンFCに敗れディビジョン2昇格を逃した。翌1997-98シーズンはリーグ戦で10試合を消化した時点で20位と低迷。1997年10月、成績不振により解任された。
スウォンジーの監督解任後は長期休暇を取り、解説の仕事についていたが、1999年5月にフットボールカンファレンス所属のキダーミンスター・ハリアーズFCの監督に就任。チームを初のディビジョン3昇格に導き2シーズンを過ごし後、クラブを退団した。
2002年4月、ディビジョン3所属のハル・シティAFCの監督に就任。契約期間は3年。ハル・シティでは開幕から12試合を消化した時点で2勝をあげたのみで下位に低迷したため、同年10月11日に辞任を申し出た。
ハル・シティを退団後は再び解説者を務め、2003年10月20日にキダーミンスターのフットボールディレクターとして復帰。就任時点で降格ライン間近に低迷していたチームを引き継ぎ、最終的に16位でシーズンを終えた。その後、2004-05シーズンの最中にこの職務を退任した。
その後は、イギリスのBBCラジオ5ライブやLFC TV、デンマークのTV2などの解説者を務めている。

## 人物・プレースタイル
メルビーは正確なパスとシュート力を持ち味とし、機動性の不足を視野の広さと技術の高さで補った。ポジションは主にセンターハーフとしてプレーをしたが、選手時代を過ごしたリヴァプールFCでは時にはセンターバックを務めた。PKの名手でもあり、リヴァプールFCの在籍期間中に担った45本のPKのうち42本を成功させた。また、1986年11月26日に行われたリーグカップ4回戦、コヴェントリー・シティFC戦ではPKのみでハットトリックを達成した。
有能なパサーという点と同時に機動性の不足も指摘されるが、20代前半まではそうした能力も兼ね備えていた、との指摘もある。1985年11月26日に行われたリーグカップ4回戦、マンチェスター・ユナイテッドFCでは、自陣でノーマン・ホワイトサイドからボールを奪取した後、ドリブルで相手陣内深くまで攻め上がりミドルシュートを決めている（試合は2-1のスコアでリヴァプールの勝利）。
弟のトールベン・メルビーと従弟のジョニー・メルビーはともに元サッカー選手、指導者。ジョニーは元デンマーク代表で、1999年にトールベンがコリングIFの監督となった際、アシスタントコーチを務めた。

## 個人成績

### 代表での成績
出典
| デンマーク代表 | 国際Aマッチ | 国際Aマッチ |
| 年             | 出場        | 得点        |
| -------------- | ----------- | ----------- |
| 1982           | 3           | 0           |
| 1983           | 2           | 0           |
| 1984           | 7           | 0           |
| 1985           | 5           | 0           |
| 1986           | 9           | 0           |
| 1987           | 2           | 2           |
| 1988           | 2           | 0           |
| 1989           | 1           | 0           |
| 1990           | 2           | 0           |
| 通算           | 33          | 2           |

## タイトル

### クラブ
アヤックス
- エールディヴィジ 1982-83
- KNVBカップ 1982-83

リヴァプールFC
- ファーストディヴィジョン  : 1985-86, 1987-88, 1989-90
- FAカップ  : 1985-86, 1991-92
- FAチャリティ・シールド : 1986, 1988, 1989

### 監督
キダーミンスター・ハリアーズFC
- フットボールカンファレンス : 1999–2000